# Resolução 7 do Conselho de Segurança das Nações Unidas
Resolução 7 do Conselho de Segurança das Nações Unidas, aprovada em 26 de junho de 1946, dizia a respeito ao impacto da ditadura da Espanha e sobre a paz e a segurança internacional. A Segunda Guerra Mundial tinha terminado no ano anterior; a derrota das potências do Eixo deixou o governo espanhol de Francisco Franco como o único governo nacional fascista no mundo.
A resolução foi reafirmada, e após a análise dos resultados da sub-comissão formada pela Resolução 4 Conselho de Segurança, o Conselho de Segurança decidiu condenar o regime de Franco e manter a situação sob "observação contínua".
A resolução foi aprovada em partes e, portanto, nenhuma votação foi realizada no texto como um todo.